# حقيقة الأرض
حقيقة الأرض (بالأنجليزية: المعروف أيضًا باسم The Ground Truth: After the Killing Ends) هو فيلم وثائقي لعام 2006 عن قدامى المحاربين في حرب العراق. من إخراج وإنتاج باتريشيا فولكرود.

## قصة الفيلم
يتناول الفيلم القضايا التي يواجهها العديد من الجنود عند عودتهم من الحرب في العراق، بما في ذلك مشاكل اضطراب ما بعد الصدمة وعدم القدرة على الاندماج مرة أخرى في المجتمع «الطبيعي». يتضمن الفيلم لقطات لجنود في العراق ومقابلات شخصية مع حوالي عشرين شخصًا تأثروا بشكل مباشر بالحرب (سواء كانوا قدامى المحاربين أو أفراد عائلات / أصدقاء قدامى المحاربين). يتحدث المحاربون القدامى، رجالًا ونساء، عن تجاربهم قبل وأثناء وبعد الحرب. يتحدث المحاربون القدامى عن التجنيد والتدريب والقتال، وعودتهم إلى ديارهم ومواجهة عائلاتهم والصعوبات التي يواجهونها في إجراء التغييرات الضرورية اللازمة للعودة إلى المجتمع. تم إصدار حقيقة الأرض في المسارح في 15 سبتمبر 2006 وتم إصداره على قرص DVD في 26 سبتمبر من نفس العام. يمكن للناس الاشتراك لاستضافة عروض الفيلم عبر الإنترنت في The Ground Truth أو مشاهدة نسخة منخفضة الدقة عبر الإنترنت.

## الجنود والمحاربين القدامى
روى الجنود رواياتهم عن وجودهم في الجيش الأمريكي وتمركزهم في العراق. يركزون على تجاربهم السابقة هناك، والمعاملات بعد ذلك. قبل أن يتمركزوا، انضموا إلى القوات العسكرية وخضعوا للتدريب الأساسي. في التدريب الأساسي يذكرون مفاهيم مثل إزالة التحسس وتبدد الشخصية. تتكون الروايات المقدمة عن التجارب في العراق من الإصابات التي لحقت بأجسادهم وعقلياتهم. بعد خروجهم من المستشفى، يتعين عليهم مواجهة العالم الذي عاشوا فيه والتكيف معه قبل أن يتمركزوا. يذكر الكثيرون فكرة اضطراب ما بعد الصدمة، في حين أنه تم أيضًا التكيف مع إصاباتهم؛ مثل طرف مبتور.

## الروايات
روبرت أكوستا متخصص في الجيش الأمريكي الذي شعر أن وقته في الجيش أنقذه من مواجهة الوقت في السجن. فقد يده اليمنى وجزء من قدمه اليمنى في انفجار قنبلة يدوية في العراق.
خدم تشارلز أندرسون في البحرية الأمريكية من 1996 إلى 2005، وخدم في العراق عام 2003. عندما خرج من المستشفى تم تشخيص حالته بأنه يعاني من اضطراب ما بعد الصدمة. عند عودته من الحرب، شارك أندرسون بنشاط في الجهود المناهضة للحرب ودعم علنًا الرعاية المتزايدة التي تقدمها الحكومة للمحاربين القدامى العائدين من العراق.
كان ايدان ديلغادو متخصصًا في احتياطي الجيش الأمريكي. خدم ديلجادو في العراق عام 2003 وتم تسريحه عام 2005. بعد إنهاء خدمته في العراق، أصبح ناشطًا في برنامج مناهض للحرب حيث تحدث علنًا عما شعر أنه حقيقة حول العراق. كما أصبح عضوًا في قدامى المحاربين في العراق ضد الحرب والزمالة البوذية للسلام.
خدمت كيلي دوجتري طبيبة وشرطية عسكرية في الحرس الوطني للجيش الأمريكي. أمضى كيلي عاما في العراق من 2003-2004. بعد عودتها إلى الوطن، أصبحت المؤسس المشارك والمنسق الجنوبي الغربي لقدامى المحاربين في العراق ضد الحرب. كما ألقت خطابات في جميع أنحاء العالم عبرت فيها عن آرائها بشأن الحرب.
ساعد جيم دريسكول في تأسيس VETS4VETS، وهي منظمة تقدم دعم الأقران للمحاربين القدامى.
خدم شون هوزي كعريف في سلاح مشاة البحرية الأمريكية. خدم في العراق عام 2003. عند مغادرته، حصل على وسام إنجاز البحرية ومشاة القوات البحرية، وشهادة الثناء، وشريط العمل القتالي، واستشهاد الوحدة الرئاسية، وميدالية الحرب العالمية على الإرهاب، وميدالية خدمة الحرب العالمية على الإرهاب، وميدالية حسن السيرة والسلوك، وميدالية خدمة الدفاع الوطني وشريط نشر الخدمة البحرية. بعد عودته انخرط في المسرح واستخدم الفن والتعبير الدرامي لمعالجة قضية اضطراب ما بعد الصدمة. أسس ويشغل حاليًا منصب المدير الفني لمؤسسة VetStage، وهي شركة مسرحية غير ربحية للمحاربين القدامى.
كان دنفر جونز رقيبًا بالجيش الأمريكي. بعد الخدمة في عاصفة الصحراء، أعاد تجنيده في البداية في الجيش الاحتياطي / NG (برتبة PFC) للخدمة في العراق بعد هجمات 11 سبتمبر. فقد دنفر رتبته السابقة بسبب قواعد الخدمة السابقة في ذلك الوقت. خلال خدمته، تعرض لحادثPLS، مما أدى إلى تحطيم العمود الفقري السفلي وتسبب في إصابة في الرأس شديدة بما يكفي لتمزق ضرسين وتسبب تلفًا في الدماغ. وقد أدت هذه الإصابات إلى فقدان القدرة على استخدام المثانة والأمعاء وكذلك استخدام رجليه. تركه الحادث معاقًا تمامًا. عانى جونز من اضطراب ما بعد الصدمة بعد عودته من العراق. يعاني جونز أيضًا من إعاقات أخرى أيضًا وكان مطلقًا بسبب إصاباته.
انخرط جويس وكيفن لوسي في جهود مناهضة الحرب بعد أن انتحر ابنهما (جيفري لوسي – محارب قديم يبلغ من العمر 23 عامًا في حرب العراق). أمضى جيفري خمسة أشهر في العراق عام 2003، وقاتل في معركة الناصرية. عانى من اضطراب ما بعد الصدمة بعد الحرب.
كاميلو ميخيا رقيب في الحرس الوطني بالجيش الأمريكي وقاتل في العراق لمدة ستة أشهر. بعد عودته إلى أمريكا، بدأ يتحدث علنًا عن تجاربه وخلافه مع الحرب في العراق.
التحق ديموند مولينز بالحرس الوطني للجيش الأمريكي وخدم لمدة خمس سنوات. تم نشره في العراق لمدة عام واحد في عام 2004. بعد عودته انضم إلى قدامى المحاربين في العراق ضد الحرب.
تم تسريح بيري أوبراين من الخدمة بصفته معارضًا ضميريًا (CO) بعد أن أمضى ثمانية أشهر في أفغانستان مع الفرقة 82 المحمولة جواً. أسس لاحقًا Peace-Out، وهو موقع إلكتروني يقدم المساعدة للجنود الراغبين في الحصول على وضع CO. كما أصبح عضوًا في قدامى المحاربين في العراق ضد الحرب وقدامى المحاربين من أجل السلام.
خدم بول ريكهوف كقائد فصيلة في العراق. بعد عودته إلى الوطن، انضم إلى الجهود المناهضة للحرب من خلال محاولة نشر الأخبار عما شعر أنه الظروف الحقيقية التي يواجهها الجنود في العراق. وهو منشئ قدامى المحاربين الامريكيين في العراق وأفغانستان.
ستيفن إل روبنسون هو حارس سابق في Airborne ومدرب في مدرسة Ranger. من سبتمبر 2001 إلى يناير 2006، شغل منصب المدير التنفيذي للمركز الوطني لموارد حرب الخليج. تم التعرف على روبنسون كخبير في الأسلحة الكيماوية والبيولوجية وأمراض حرب الخليج. خدم في حرب الخليج، وأيضًا في اللجنة الاستشارية لبحوث شؤون المحاربين القدامى حول أمراض حرب الخليج، وأيضًا كمستشار خاص لقدامى المحاربين في فيتنام. أصبح روبنسون أيضًا مديرًا للعلاقات الحكومية لقدامى المحاربين الأمريكيين. .

## الجوائز وإشادة النقاد
في مهرجان صندانس ونانتوكيت السينمائي لعام 2006، أشاد النقاد بالحقيقة الأرضية باعتبارها «قوية» و «لا تتزعزع بهدوء». تسبب الفيلم في قدر كبير من الجدل النقدي، معظمه حول تعامله مع الموضوع الحساس لحرب العراق. تم ذكر الفيلم ونقده أيضًا في مصادر بارزة مثل Newsweek ومجلة تايم وThe New Yorker والولايات المتحدة اليوم ونيويورك تايمز. كان الفيلم واحدًا من 15 فيلمًا على «القائمة القصيرة» لجوائز الأوسكار لعام 2007.

## المنظمات المنتسبة
تذهب نسبة 10٪ من عائدات بيع أقراص DVD الخاصة بـ حقيقة الأرض إلى Operation Helmet. المنظمات الأخرى المرتبطة بها تشمل قدامى المحاربين في العراق ضد الحرب، AMVETS ، Appeal for Redress وقدامى المحاربين الأمريكيين في العراق وأفغانستان، المركز الوطني لاضطراب ما بعد الصدمة، والمؤسسة الوطنية للمحاربين القدامى، ومشروع القلوب الأرجواني، ومشروع الجنود، والمحاربين القدامى في الولايات المتحدة، والمحاربين القدامى من أجل أمريكا، وقدامى المحاربين في الحروب الخارجية، ومشروع المحارب الجريح، والمحاربين القدامى والعديد من المنظمات الدينية والطلابية.

## الاعتمادات
- المديرة: باتريشيا فولكرود.
- المنتجة: باتريشيا فولكرود.
- المنتجون التنفيذيون: جودي إيفانز، كارل ليندروم، فيكتور شيرب، لويز جيه وانير، أندرو ميسكو،* جون فايز كايم ودال لاماجنا
- تصوير: روبن آرونسون؛
- المحرر: روب هول؛
- صدر عن: فوكس فيلمز.
- وقت العرض: 88 دقيقة؛
- التصنيف: R
- موسيقى أصلية لديفيد هودج. تم تصوير فيلم حقيقة الأرض في هوليوود، لوس أنجلوس، كاليفورنيا؛ *العراق؛ وفينيسيا لوس أنجلوس، كاليفورنيا.
- معلومات إصدار DVD:
- ASIN B000HA4WSY

## روابط خارجية
- الموقع الرسمي لـ The Ground Truth
- 15 سبتمبر 2006 مراجعة نيويورك تايمز.
- حقيقة الأرض على موقع AllMovie.
- حقيقة الأرض  في قاعدة بيانات الأفلام على الإنترنت (بالإنجليزية) IMDb
- نسخة منخفضة الدقة بإذن من الموزع، ويمكن عرضها في خمسة مقاطع مدة كل منها 15 دقيقة.

1. ↑  مذكور في: قاعدة بيانات الأفلام على الإنترنت. مُعرِّف قاعدة بيانات الأفلام على الإنترنت (IMDb): tt0446345. لغة العمل أو لغة الاسم: الإنجليزية.
2. ↑  مذكور في: قاعدة بيانات الأفلام على الإنترنت. مُعرِّف قاعدة بيانات الأفلام على الإنترنت (IMDb): tt0446345. الوصول: 24 سبتمبر 2022. لغة العمل أو لغة الاسم: الإنجليزية.